# 複合施設
| ウィキペディアには「複合施設」という見出しの百科事典記事はありません（タイトルに「複合施設」を含むページの一覧/「複合施設」で始まるページの一覧）。 代わりにウィクショナリーのページ「複合施設」が役に立つかもしれません。 |